# Champforgeuil
Champforgeuil é uma comuna francesa na região administrativa de Borgonha-Franco-Condado, no departamento de Saône-et-Loire. Estende-se por uma área de 7,29 km². Em 2010 a comuna tinha 2 636 habitantes (densidade: 361,6 hab./km²).